# Тибор Кашаи
Тибор Кашаи (Мишколц, 5. септембар 1930) је мађарски ветеринар, академик и инострани члан Одељења медицинских наука Српске академије наука и уметности од 27. октобра 1994.

## Биографија
Радио је као редовни професор на Ветеринарском факултету Универзитета у Будимпешти од 1980. године до пензије. Истражује ветеринарску паразитологију и имунологију. Уредник је Parasitologica Hungarica, Folia parasitologica, Helmintologia, Helmintological Apstracts и Annales de Parasitologie humaine et comperee. Председник је Друштва паразитолога Мађарске од 1972, инострани је члан Одељења медицинских наука Српске академије наука и уметности од 27. октобра 1994, члан је Мађарске академије наука, Европске федерације паразитолога, Светске федерације паразитолога, почасни је члан Бугарског друштва паразитолога, члан је Немачког друштва паразитолога, почасни је председник Европског удружења паразитолога и почасни је члан Словачког друштва паразитолога.